# 31e régiment du génie
Le 31e régiment du génie est l’héritier et le conservateur des traditions et des valeurs de nombreuses unités qui se sont succédé au Maroc. Chaque sapeur du 31 se doit de les connaître et les perpétuer. La marraine du 31 est aussi là pour lui parler du passé.

## Histoire
De 1920 à 1938, sous le commandement et la direction de chefs, tel le Maréchal Lyautey, le 31e bataillon du génie participe à toutes les opérations au Maroc. Le 31e B.G. construit une énorme infrastructure routière et ferroviaire, ainsi que tous les ouvrages d'art y afférents, créant ainsi des pôles de sédentarisation auprès des postes militaires.

### Seconde Guerre mondiale
En 1939-40, le 31e B.G. forme plusieurs bataillons qui participent à la campagne de France, notamment aux batailles de Lille et Dunkerque (voir bataille de Dunkerque).
Recréé le 1er septembre 1940, le 31e B.G. renforcé du 33e B.G. rentrant de Syrie, est réorganisé au Maroc pour reprendre la lutte contre l'Allemagne. Une partie du bataillon quitte Port-Lyautey, le 26 décembre 1942 pour rejoindre l'Algérie, puis participer à la campagne de Tunisie.
De retour au Maroc, le 31e B.G. devient dépôt de guerre du génie 31-33, et donne naissance à de nombreuses unités dont il assure l'instruction. Ces unités participent à la campagne d'Italie, puis au débarquement en Provence avec la Première Armée en 1944. Ce bataillon participe aux combats dans la vallée du Rhône, d'Alsace, au franchissement du Rhin, aux combats d'Allemagne, à la prise de Stuttgart et termine la guerre dans le Tyrol autrichien.

### De 1945 à nos jours
De 1944 à 1945, le 31e B.G. s'est transformé en 88e B.G. (Bataillon blindé). Il participe à l'occupation de Berlin, et organise le secteur français. Puis, le bataillon est mis à la disposition du camp de Coëtquidan pour contribuer à l'aménagement de la future « école spéciale militaire inter armes » (Saint CYR / E.S.M.I.A.).
Après la remise sur pied, le 1er mars 1946 à Port-Lyautey, les hommes du 31e Régiment du Génie se remettent à la tâche, lançant des dizaines de ponts et réalisant des centaines de kilomètres de routes et de pistes, tout en renforçant d'autres unités dans leur mission de sécurité.
Du 1er mai 1949 au 1er mai 1956, le 31e R.G. met sur pied le 31e Bataillon de Marche du génie, pour servir dans la guerre d'Indochine. Dans toute la péninsule indochinoise, mais surtout au Tonkin, le 31e B.M.G. participe aux combats et particulièrement à Dien-Bien-Phu, assurant travaux, création et entretien d'axes routiers et de pistes d'aviation, construisant ponts et abris, protégeant ou déminant, combattant avec l'infanterie dans les contre-attaques au lance-flammes, jusqu'à la chute du camp retranché, perdant ainsi 25 % de ses effectifs,
Le 31e B.M.G. se voit distingué par de nombreuses citations collectives et confier la garde du drapeau du Génie d'Extrême-Orient. De retour au Maroc, le 31e B.M.G est dissous et devient le 62e B.G. Il reprend ses missions, avec pour base Port Lyautey.
Le régiment est dissous, puis recréé sous forme de bataillon, le 1er décembre 1959. Il renaît par modification nominale du 62e bataillon du génie. Il participe aux opérations en Algérie en particulier dans l'Oranais. Le 31e B.G. devient l'unité organique de la zone Ouest Oranais. Ses personnels participent outre leurs missions de sapeurs, à de nombreux engagements entre la Méditerranée et le Sahara, en appui des unités de la Légion étrangère et des Fusiliers marins, combattants les bandes (H.L.L.) rebelles.

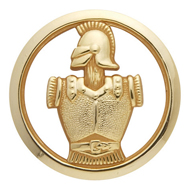
Insigne de béret du génie

Engagées sur de nombreux chantiers opérationnels, les unités du 31e bataillon du génie sont très dispersées. La principale mission reste la réalisation et l'entretien de la ligne Morice, un barrage électrifié et miné de la frontière algéro-marocaine. Ce barrage est composé de plusieurs centaines de kilomètres de réseaux barbelés, minés et électrifiés, desservis par autant de kilomètres de pistes ponctuées de postes de surveillance, équipés de groupes électrogènes et de projecteurs. Le bataillon participe au démontage de la base de Mers El Kébir et quitte l'Algérie, puis est dissous le 31 décembre 1962 au camp de Sissonne.
Recréé à Libourne en 1964, le 31e régiment du génie est un régiment non endivisionné assurant l'instruction de nombreux spécialistes en mécanique, travaux et acconage (chalands de débarquement et aménagement de plages). En 1971, le 31e régiment du génie s'installe à Castelsarrasin devenant successivement régiment du génie de corps d'armée, puis régiment de Travaux lourds pour les grands camps. Depuis 1999, le 31e RG professionnalisé est le régiment de combat du génie de la 3e brigade légère blindée de Clermont-Ferrand. Les personnels qui le compose, servent actuellement, sous toutes les latitudes, dans des structures nationales et internationales, et partout où les troupes françaises sont engagées (Liban, Kosovo, République de Côte d'Ivoire…)
En 2016, dans le cadre du modèle Au contact, il est le régiment du génie d'appui divisionnaire de la 3e division.
En septembre 2024, il rejoint la brigade du génie réactivée.

## Missions
Les missions principales du 31e régiment du génie sont :
L'appui au combat de contact :
- fournir à la 3e division des capacités à haute valeur ajoutée (plongeurs, démineurs, fouille opérationnelle spécialisée),
- mener des missions de rétablissement d'axes ou de flanc-garde au profit de la division,
- renforcer les régiments du génie des brigades interarmes de la division en cas de saturation de leurs moyens,
- apporter un appui génie spécifique à la 4e brigade aérocombat

L'appui au déploiement spécialisé :
Le 31e régiment du génie remplit également des missions d'appui au déploiement spécialisé avec sa capacité de production d'énergie et de réalisation d'infrastructures. Depuis l'été 2016 et l'arrivée d'une seconde compagnie de production d'énergie, le régiment est devenu le principal producteur d'énergie de l'Armée de terre.
Fort de ce très large éventail de capacités, allant de l'appui au combat de contact à l'appui au déploiement des unités de l'Armée de terre, le 31e régiment du génie est sans cesse projeté sur de nombreux théâtres d'opérations extérieures et missions de courte durée.

## Composition
Fort d'environ 1 200 hommes et femmes, le 31e régiment du génie est articulé en :
- 1 compagnie de commandement et de logistique (21e CCL) ;
- 1 compagnie d'appui (22e CA) ;
- 2 compagnies de combat du génie (1re CCG et 2e CCG) ;
- 2 compagnies de production d’énergie[4] (971e CPE et 972e CPE);
- 1 compagnie d'appui au déploiement opérationnel (973e CADO);
- 1 compagnie de réserve (5e Cie).

### Chefs de corps
- 2025-2027 - Colonel Caire
- 2023-2025 - Colonel Seguin
- 2021-2023 - Colonel Méreuze
- 2019-2021 - Colonel Busch
- 2017-2019 - Colonel Vallaud
- 2014-2017 - Colonel Venard
- 2012-2014 - Colonel Le Gal
- 2010-2012 - Colonel Contamin
- 2008-2010 - Colonel Chary
- 2006-2008 - Colonel Abad
- 2004-2006 - Colonel Schmitt
- 2002-2004 - Colonel Lemaire
- 2000-2002 - Colonel Chaumard
- 1998-2000 - Colonel Dodane
- 1996-1998 - Colonel Roger
- 1994-1996 - Colonel Sommier
- 1992-1994 - Colonel Retur
- 1989-1992 - Colonel Corion
- 1986-1989 - Colonel Leestmans
- 1984-1986 - Colonel Prévost
- 1982-1984 - Colonel Paturel
- 1980-1982 - Colonel Gantelmi d'Ille
- 1978-1980 - Colonel Dyevre
- 1976-1978 - Colonel Delahaye
- 1974-1976 - Colonel Dupeyrot
- 1972-1974 - Colonel Bock
- 1971-1972 - Lieutenant-colonel du Boucher
- 1968-1971 - Colonel Jourand
- 1965-1968 - Colonel Prudhomme
- 1964-1966 - Colonel Deleu
- 1958-1959 - Colonel Dorinet
- 1957-1958 - Colonel Margerite
- 1956-1957 - Colonel de Sachy
- 1954-1956 - Colonel Forceville
- 1951-1954 - Colonel Marcel Friedling
- 1947-1949 - Lieutenant-colonel Pierre de Lesquen

## Drapeau

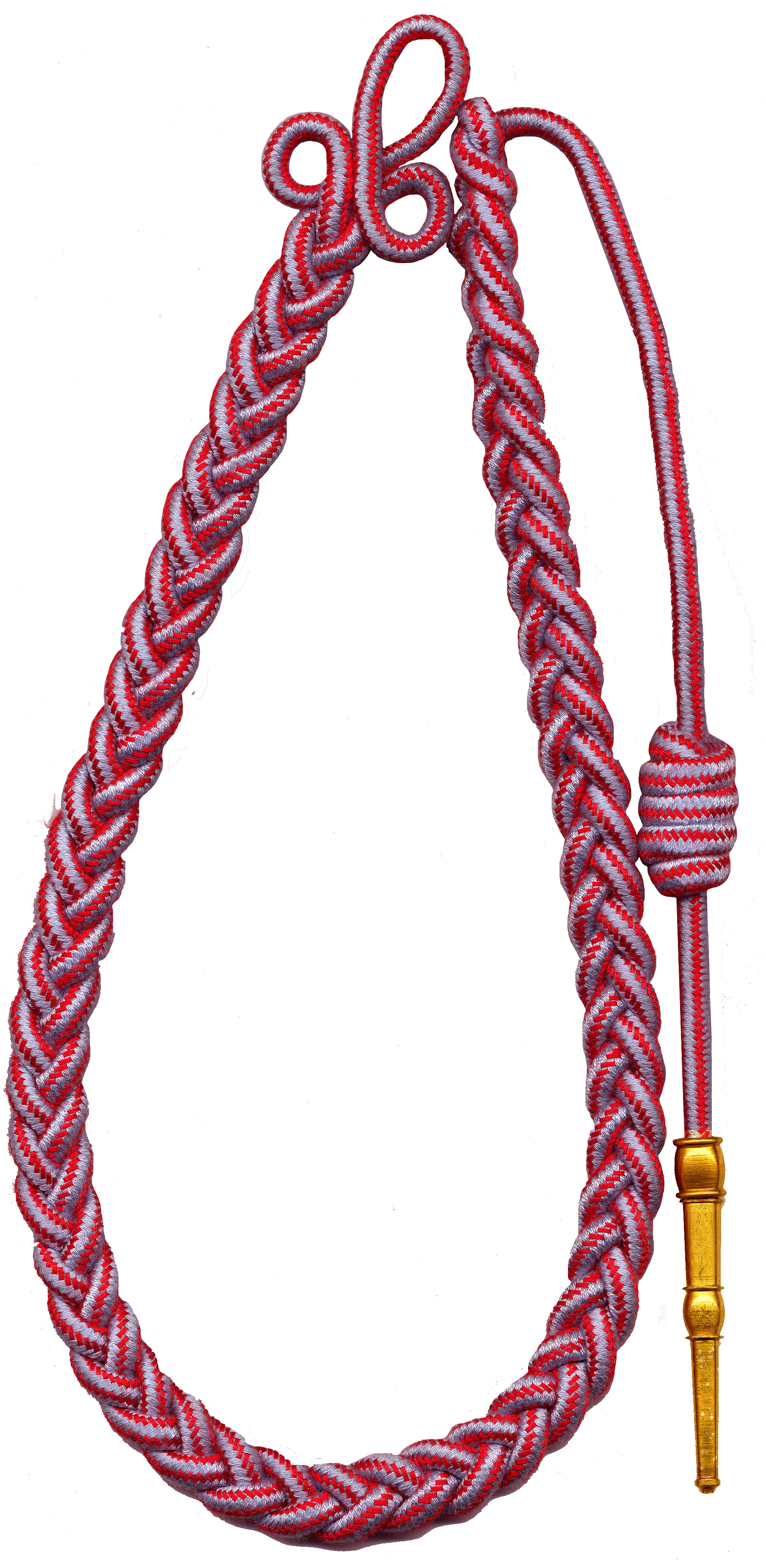
Fourragère aux couleurs du ruban de la croix de guerre des Théâtres d'opérations extérieures

Il porte, cousues en lettres d'or dans ses plis, les inscriptions suivantes,:
- Haute-Alsace 1944
- Allemagne 1945
- Indochine 1949-1954
- AFN 1952-1962

Les deux compagnies du 31e B.M.G qui disparaissent dans les combats de Diên-Biên-Phu portent la fourragère aux couleurs de la croix de guerre des Théâtres d'opérations extérieures.

## Décorations
- Croix de guerre 1939-1945 avec une citation à l'ordre de l'armée.
- Croix de guerre des théâtres des opérations extérieure avec une citation à l'ordre de l'armée et une citation à l'ordre du corps d'armée.
- Croix de la valeur militaire avec une citation à l'ordre de la division. Le drapeau du régiment a été décoré à deux reprises de la Croix de la Valeur Militaire avec étoile d'argent : en 2013 pour son engagement en Afghanistan et en 2014 pour son action au Mali.
- Les unités du 31 totalisent :
  - 7 citations à l'ordre de l'armée.
  - 6 citations à l'ordre du corps d'armée.
  - 3 citations à l'ordre de la division.

## Insigne
La couleur noire symbolise le génie.
L'étoile verte à fond rouge, représente l'empire chérifien, champ d'action des unités du 31e bataillon du génie pendant plus de 30 années.
La cuirasse et le pot-en-tête d'or constituent les insignes de tradition du génie.
Homologation service historique de l'Armée de terre : G 2997, année 1982.

## Sources et bibliographie
- Ivan Cadeau, Le Génie au combat – Indochine 1945-1956, Vincennes, SHD, coll. « Études », 2013, 510 p. (ISBN 978-2-11-129054-9)